# Scherf (materiaal)
Een scherf is een term gebruikt in de keramische industrie. Het betreft de samenstelling en bewerking van het materiaal van een keramisch voorwerp. Het is de typering van de opbouw, aard en doorsnede van het voorwerp, meer in het bijzonder de aanduiding voor gebakken klei die niet geglazuurd of geëmailleerd is.
Voorbeelden: 
- "Wat heeft dat porseleinen kopje een mooi dunne scherf, je kunt er bijna doorheen kijken."
- "De WC-pot heeft een scherf van porselein met zoutglazuur."
- "Die bloemenvaas heeft een scherf van aardewerk met plateel."
- "De scherf van deze partij tegels is niet goed uitgesmolten."
- "Het Pingsdorfs aardewerk is te herkennen aan zijn gelige en grijzige scherf."